# Àrbitres de la Copa del Món de futbol de 2018
La següent és la llista d'àrbitres (àrbitres, àrbitres assistents, àrbitres assistents de vídeo) participants en la Copa del Món de futbol de 2018.

## Àrbitres i àrbitres assistents
El 29 de març de 2018, la FIFA publicà la llista de 36 àrbitres i 63 assistents que participarien en la fase final de la Copa del Món de 2018. El juny de 2018 un àrbitre i dos assistents foren fets fora per corrupció. 2 assistents foren nomenats en substitució.
| Confederació | Àrbitre                         | Àrbitres assistents                       |
| ------------ | ------------------------------- | ----------------------------------------- |
| AFC          | Alireza Faghani                 | Reza Sokhandan Mohammadreza Mansouri      |
| AFC          | Ravshan Irmatov                 | Abdukhamidullo Rasulov Jakhongir Saidov   |
| AFC          | Mohammed Abdulla Hassan Mohamed | Mohamed Al Hammadi Hasan Al Mahri         |
| AFC          | Ryuji Sato                      | Toru Sagara Hiroshi Yamauchi              |
| AFC          | Nawaf Shukralla                 | Yaser Tulefat Taleb Al Maari              |
| CAF          | Malang Diedhiou                 | Djibril Camara El Hadji Samba             |
| CAF          | Bakary Gassama                  | Jean Claude Birumushahu Abdelhak Etchiali |
| CAF          | Gehad Grisha                    | Redouane Achik Waleed Ahmed               |
| CAF          | Janny Sikazwe                   | Jerson Dos Santos Zakhele Siwela          |
| CAF          | Mehdi Abid Charef               | Anouar Hmila                              |
| CAF          | Bamlak Tessema Weyesa           |                                           |
| CONCACAF     | Joel Aguilar                    | Juan Zumba Corey Rockwell                 |
| CONCACAF     | Mark Geiger                     | Frank Anderson Joe Fletcher               |
| CONCACAF     | César Arturo Ramos              | Marvin Torrentera Miguel Hernández        |
| CONCACAF     | John Pitti                      | Gabriel Victoria                          |
| CONCACAF     | Ricardo Montero                 | Juan Carlos Mora Araya                    |
| CONCACAF     | Jair Marrufo                    |                                           |
| CONMEBOL     | Julio Bascuñán                  | Carlos Astroza Christian Schiemann        |
| CONMEBOL     | Enrique Cáceres                 | Eduardo Cardozo Juan Zorrilla             |
| CONMEBOL     | Andrés Cunha                    | Nicolás Tarán Mauricio Espinosa           |
| CONMEBOL     | Néstor Pitana                   | Hernán Maidana Juan Pablo Bellati         |
| CONMEBOL     | Sandro Ricci                    | Emerson de Carvalho Marcelo Van Gasse     |
| CONMEBOL     | Wilmar Roldán                   | Alexander Guzmán Cristian de la Cruz      |
| OFC          | Matthew Conger                  | Simon Lount Tevita Makasini               |
| OFC          | Norbert Hauata                  | Bertrand Brial                            |
| UEFA         | Felix Brych                     | Mark Borsch Stefan Lupp                   |
| UEFA         | Cüneyt Çakır                    | Bahattin Duran Tarik Ongun                |
| UEFA         | Sergei Karasev                  | Anton Averianov Tikhon Kalugin            |
| UEFA         | Björn Kuipers                   | Sander van Roekel Erwin Zeinstra          |
| UEFA         | Szymon Marciniak                | Pawel Sokolnicki Tomasz Listkiewicz       |
| UEFA         | Antonio Mateu Lahoz             | Pau Cebrián Devís Roberto Díaz Pérez      |
| UEFA         | Milorad Mažić                   | Milovan Ristić Dalibor Đurđević           |
| UEFA         | Gianluca Rocchi                 | Elenito Di Liberatore Mauro Tonolini      |
| UEFA         | Damir Skomina                   | Jure Praprotnik Robert Vukan              |
| UEFA         | Clément Turpin                  | Cyril Gringore Nicolas Danos              |

## Àrbitres assistents de vídeo
El 30 d'abril de 2018 la FIFA anuncià els 13 àrbitres assistents de vídeo (VARs) per la Copa del Món de 2018. Per cada partit hi hauria 1 VAR i 3 AVARs (àrbitres assistents de l'assistent de vídeo) cadascun responsable de diferents tasques i donant suport al VAR principal.
| Confederació | VAR                   |
| ------------ | --------------------- |
| AFC          | Abdulrahman Al-Jassim |
| CONMEBOL     | Wilton Sampaio        |
| CONMEBOL     | Gery Vargas           |
| CONMEBOL     | Mauro Vigliano        |
| UEFA         | Bastian Dankert       |
| UEFA         | Artur Soares Dias     |
| UEFA         | Paweł Gil             |
| UEFA         | Massimiliano Irrati   |
| UEFA         | Tiago Martins         |
| UEFA         | Danny Makkelie        |
| UEFA         | Daniele Orsato        |
| UEFA         | Paolo Valeri          |
| UEFA         | Felix Zwayer          |

## Àrbitres substituïts
Fahad Al-Mirdasi (Aràbia Saudita) fou fet fora per un intent de manipular un partit. Els seus assistents també foren eliminats:
- Mohammed Al-Abakry (Aràbia Saudita)
- Abdulah Al-Shalwai (Aràbia Saudita)

També, Aden Marwa Range fou eliminat després d'una investigació de la BBC que l'implicà en un escàndol de suborn.
Cap àrbitre fou cridat com a substitut, però si foren escollits dos nous àrbitres assistents:
- Hasan Al Mahri (EAU)
- Hiroshi Yamauchi (Japó)